# Joe Hodgson
Joseph "Joe" Hodgson (fl. 1933–1939) là một cầu thủ bóng đá người Anh có 183 lần ra sân ở Football League thi đấu ở vị trí left half cho Darlington trong thập niên 1930. Ông gia nhập Darlington từ Easington Colliery.